# Alucita balioxantha
Alucita balioxantha är en fjärilsart som beskrevs av Edward Meyrick 1921. Alucita balioxantha ingår i släktet Alucita och familjen mångfliksmott, (Alucitidae). Inga underarter finns listade i Catalogue of Life.